# Bernhard Langer
Bernhard Langer (Arnhausen, 27 agosto 1957) è un golfista tedesco.
Diventato professionista nel 1976 ha vinto numerosi tornei sia in Europa che negli Stati Uniti. Tra i suoi maggiori successi si ricordano le 2 vittorie conquistate al Masters nel 1985 e 1993.
Nel 1981 e nel 1984 ha vinto l'Ordine di merito dell'European Tour, ovvero la classifica dei giocatori che hanno vinto più premi nel corso della stagione.
Nel 2004 è stato capitano per l'Europa di Ryder Cup, nell'edizione giocata all'Oakland Hills Country Club, Bloomfield Hills, Michigan, conseguendo la vittoria per la sua squadra.
Complessivamente in carriera si è imposto in 74 tornei.